# Sètfonts
Sètfonts (en francès Septfonds) és un municipi francès situat al departament de Tarn i Garona i a la regió d'Occitània.

## Demografia
| 1962                                       | 1968  | 1975  | 1982  | 1990  | 1999  | 2006  |
| ------------------------------------------ | ----- | ----- | ----- | ----- | ----- | ----- |
| 1.583                                      | 1.600 | 1.605 | 1.579 | 1.731 | 1.860 | 2.039 |
| Des de 1962: població sense dobles comptes |       |       |       |       |       |       |

## Administració
| Període | Identitat       | Partit |
| ------- | --------------- | ------ |
| 2001-   | Jacques Tabarly |        |

## Història
El gran nombre de dòlmens a la zona (fins a 15) indica un important poblament durant la prehistòria. La bastida de Sètfonts fou fundada el 1271 per Alfons de Poitiers. Vegeu l'article corresponent (Camp de Sètfonts) per l'existència del camp de concentració en aquesta població des de 1939.

## Personatges il·lustres
- Esteve Roda i Gil